# Metrópole de Lyon
Metrópole de Lyon, Metrópole de Lião, Grande Lyon ou Grande Lião (em francês:  Métropole de Lyon ou Grand Lyon) é uma coletividade territorial da França com estatuto especial, localizada na região dos Auvérnia-Ródano-Alpes. Foi fundada em 1 de janeiro de 2015 com a extinção da Comunidade Urbana de Lyon, a partir do departamento do Ródano. Seu código Insee é 69M. Sua capital é Lyon.

## História
O departamento do Ródano foi criado em 1793 pelo desmembramento do departamento do Ródano e Loire, seguindo o levante de Lyon contra a Convenção Nacional. Naquela época, o rio homônimo marcava o limite do departamento do Ródano com o do Isère.
O desenvolvimento de uma área urbana em torno de Lyon causa em 1852 a anexação ao departamento de Ródano de cinco comunas da margem esquerda do Ródano localizadas no Isère: Bron, La Guillotière, que se torna o 3.º arrondissement de Lyon, Vaulx-en-Velin, Vénissieux e Villeurbanne.
Em 1 de janeiro de 1969 é criada a Comunidade Urbana de Lyon (COURLY, depois Grande Lyon). Como não era então possível para uma intercomunalidade de reunir comunas de vários departamentos, 6 comunas do Ain e 23 comunas do Isère foram integradas no departamento do Ródano para participar na nova comunidade urbana. Esta se amplia posteriormente com as comunas de Givors e Grigny em 2007, de Lissieu em 2011 e de Quincieux em 2014.
No final de 2012, foi feito um acordo entre Michel Mercier, presidente do Conselho Geral do Ródano na época, e Gérard Collomb, presidente da Grande Lyon, prevendo a criação no horizonte de 2014 de uma "Euro-metrópole": a Grande Lyon substitui assim o departamento do Ródano no seu território e o projeto levaria a uma lei em junho de 2013. Finalmente, a criação da Metrópole de Lyon é listada na lei de modernização da ação pública territorial e de afirmação das metrópoles (MAPTAM) de 27 de Janeiro de 2014 e é implementada a 1 de janeiro de 2015.

## Geografia

Comunas da Metrópole de Lyon.

Em vermelho o território de Millery que se integrou a Vernaison, em azul o território que se juntou a Grigny. Ambos os territórios se juntaram à metrópole cortando o departamento do Ródano em dois.

Localizada na região do Ródano-Alpes e no norte do Vale do Ródano, a Metrópole de Lyon tem 59 comunas da Unidade urbana de Lyon, anteriormente localizadas a sudeste do departamento do Ródano.
A metrópole é limítrofe ao departamento do Ródano a oeste, sul e leste, ao Ain a norte e ao Isère ao nível de Givors. É atravessada pelo rio Ródano — que flui notoriamente nas cidades de Vaulx-en-Velin, Villeurbanne, Lyon e Givors — e seu afluente o Saône — que banha entre outras Neuville-sur-Saône, Fontaines-sur-Saône, Caluire-et-Cuire et Lyon. Durante a criação da metrópole em 1 de Janeiro de 2015, as comunas de Grigny et Vernaison absorveram parte de Millery para criar um corredor ligando Grigny à Vernaison e dar uma continuidade territorial à metrópole, reduzindo assim o departamento do Ródano em duas partes.
Embora predominantemente urbano, o território da metrópole conta com 40% de áreas naturais e agrícolas.

## Comunas
- Lyon
- Albigny-sur-Saône
- Bron
- Cailloux-sur-Fontaines
- Caluire-et-Cuire
- Champagne-au-Mont-d'Or
- Charbonnières-les-Bains
- Charly
- Chassieu
- Collonges-au-Mont-d'Or
- Corbas
- Couzon-au-Mont-d'Or
- Craponne
- Curis-au-Mont-d'Or
- Dardilly
- Décines-Charpieu
- Écully
- Feyzin
- Fleurieu-sur-Saône
- Fontaines-Saint-Martin
- Fontaines-sur-Saône
- Francheville
- Genay
- Givors
- Grigny
- Irigny
- Jonage
- Limonest
- Lissieu
- Marcy-l'Étoile
- Meyzieu
- Mions
- Montanay
- La Mulatière
- Neuville-sur-Saône
- Oullins
- Pierre-Bénite
- Poleymieux-au-Mont-d'Or
- Quincieux
- Rillieux-la-Pape
- Rochetaillée-sur-Saône
- Saint-Cyr-au-Mont-d'Or
- Saint-Didier-au-Mont-d'Or
- Sainte-Foy-lès-Lyon
- Saint-Fons
- Saint-Genis-Laval
- Saint-Genis-les-Ollières
- Saint-Germain-au-Mont-d'Or
- Saint-Priest
- Saint-Romain-au-Mont-d'Or
- Sathonay-Camp
- Sathonay-Village
- Solaize
- Tassin-la-Demi-Lune
- La Tour-de-Salvagny
- Vaulx-en-Velin
- Vénissieux
- Vernaison
- Villeurbanne